# Karl-Friedrich Binder
Karl-Friedrich Binder (* 24. Dezember 1937 in Esslingen am Neckar; † 25. Januar 2012) war ein deutscher Kommunalpolitiker und von 1974 bis 1996 Oberbürgermeister von Schwäbisch Hall.
Binder war vor seiner Zeit in Schwäbisch Hall ab 1964 Bürgermeister der Gemeinde Nellingen auf den Fildern gewesen. Nachdem er bei der Schwäbisch Haller Oberbürgermeisterwahl 1974 im ersten Wahlgang 30,1 % der Stimmen bei einer Wahlbeteiligung von 82,8 % erhalten hatte, gewann der Parteilose im zweiten Wahlgang (Beteiligung = 84,62 %) am 3. März 1974 mit 57 %. Die bürgerlichen Parteien hatten ihre Bewerber im zweiten Wahlgang zurückgezogen, um eine Wahl des „Remstal-Rebellen“ Helmut Palmer zu verhindern, der überraschend im ersten Wahlgang 40,7 % der Stimmen erhalten hatte. 1982 wurde Binder mit 89 % der Stimmen wiedergewählt, 1990 mit über 95 %. Helmut Palmer war (1982 = 8,9 %) in beiden Fällen sein Gegenkandidat.
In die Amtszeit Binders fielen die Etablierung einer in den 1970er Jahren noch unüblichen Fußgängerzone und der Bau der Blendstatthalle. Er betrieb den Austausch mit den Partnerstädten von Schwäbisch Hall, insbesondere mit der polnischen zum Weltkulturerbe gehörenden Stadt Zamość, die Binder 1995 zu ihrem Ehrenbürger ernannte. Die in der Schwäbisch Haller Partnerstadt Loughborough ansässige Loughborough University verlieh Binder für seine Bemühungen um die Städtepartnerschaft 1991 die Ehrendoktorwürde. Binder ging zwei Jahre vor Beendigung seiner 3. Amtszeit (die 1998 geendet hätte) krankheitsbedingt in den Ruhestand.
Nachfolger Binders als Oberbürgermeister wurde 1997 Hermann-Josef Pelgrim.